# PFC Montana
O PFC Montana é um clube de futebol da Bulgária fundado em 1921, na cidade de Montana. Manda seus jogos no Ogosta Stadium, com capacidade para 6.000 pessoas. 

## Títulos
- B PFG: 1

(2015)
- B PFG Oeste: 1

(2009)

## Ligações Externas
- Site Oficial